# Herman Bergman Konstgjuteri

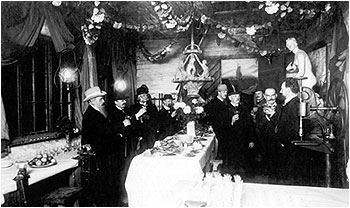
Herman Bergman Konstgjuteris 15-årsjubileum 20 oktober 1909.
Från vänster Herman Hägg, Erik Lindberg, Otto Strandman, Carl Fagerberg, Adolf Lindberg, Carl Eldh, Axel Tallberg och Herman Bergman.

Herman Bergman Konstgjuteri AB (även Bergmans Konstgjuteri) är ett konstgjuteri i Stockholm grundat 1895 vid Roslagsgatan av Herman Bergman, som har gjutit många stora skulpturer i brons av särskilt svenska 1900-talskonstnärer. Gjuteriets lokaler ligger sedan 1950 vid Sandsborgsvägen 44 i Enskede företagsområde i Söderort.

## Historik

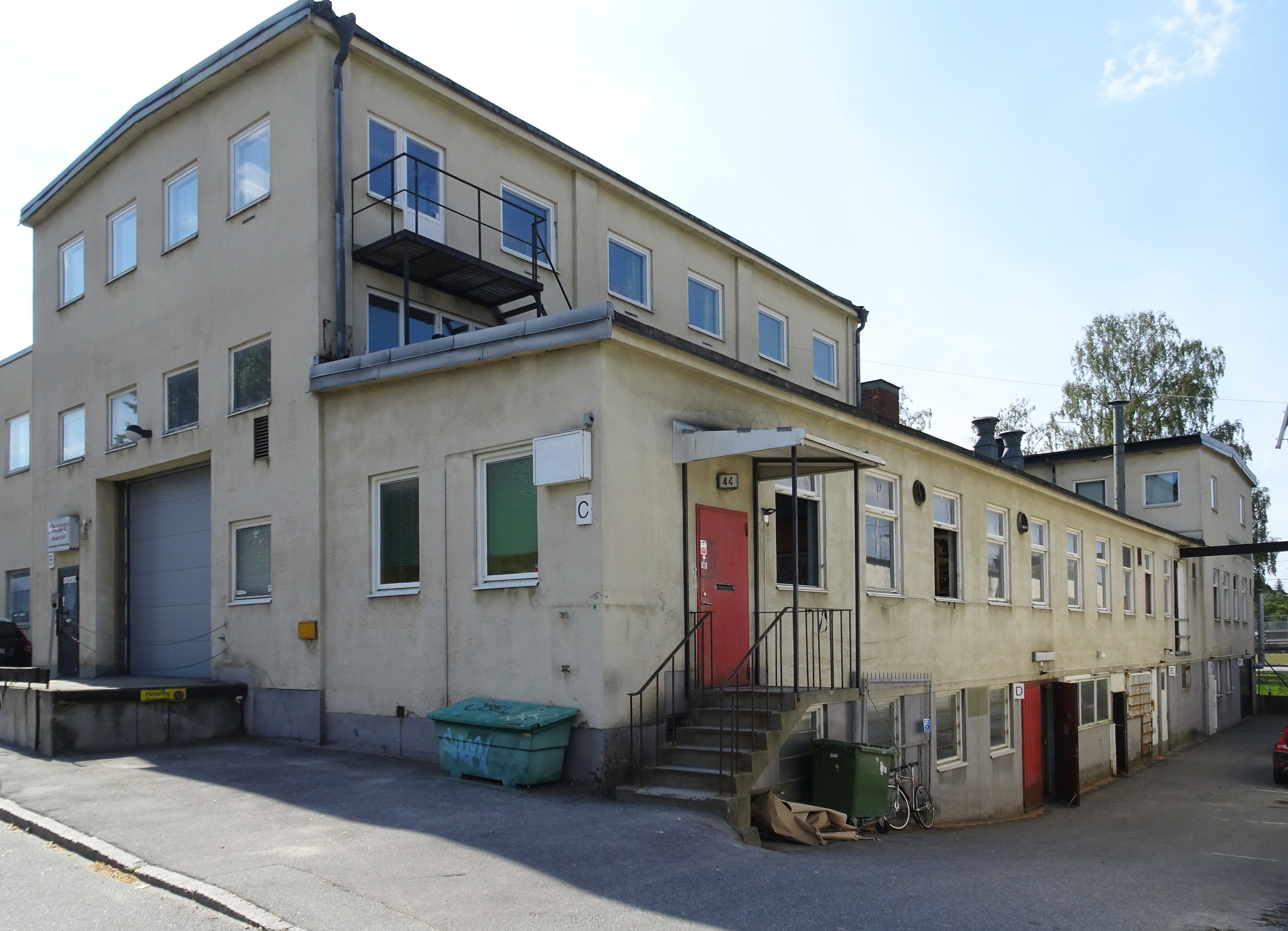
Gjuteriet i Gamla Enskede, 2020.

Grundaren Herman Bergmans första firma inregistrerades hos Överståthållarämbetet i Stockholm den 24 januari 1895. I augusti 1908 ombildades Bergmans företag till aktiebolaget AB Herman Bergman Konstgjuteri. Detta bolag ledde Bergman sedan i årtionden vid Roslagsgatan 31 i Vasastaden, Stockholm. Han efterträddes vid sin död 1954 av sönerna, konstgjutarna Folke och Per-Gösta (P.G.) Bergman. År 1977 övertogs företaget av tre medarbetare.
Under tidigt 1900-tal tillverkade man också industriprodukter som belysningsarmaturer. Under åren 1916-1921 var formgivaren Elis Bergh knuten till företaget för denna verksamhet.

## Gjuteriet idag
Åren 1949–1950 lät Bergman uppföra ett nytt gjuteri efter ritningar av arkitekt Kaleb Sjödén. Man etablerade sig då i dagens Enskede företagsområde vid Sandsborgsvägen 44 i Gamla Enskede. Herman Bergman Konstgjuteri är idag med ett tiotal anställda det största och äldsta konstgjuteriet i Skandinavien, och gjuter konstföremål och skulpturer i brons genom sandgjutning och den äldre tekniken cire perdue.

### Bergmans verkstadslokaler i Enskede

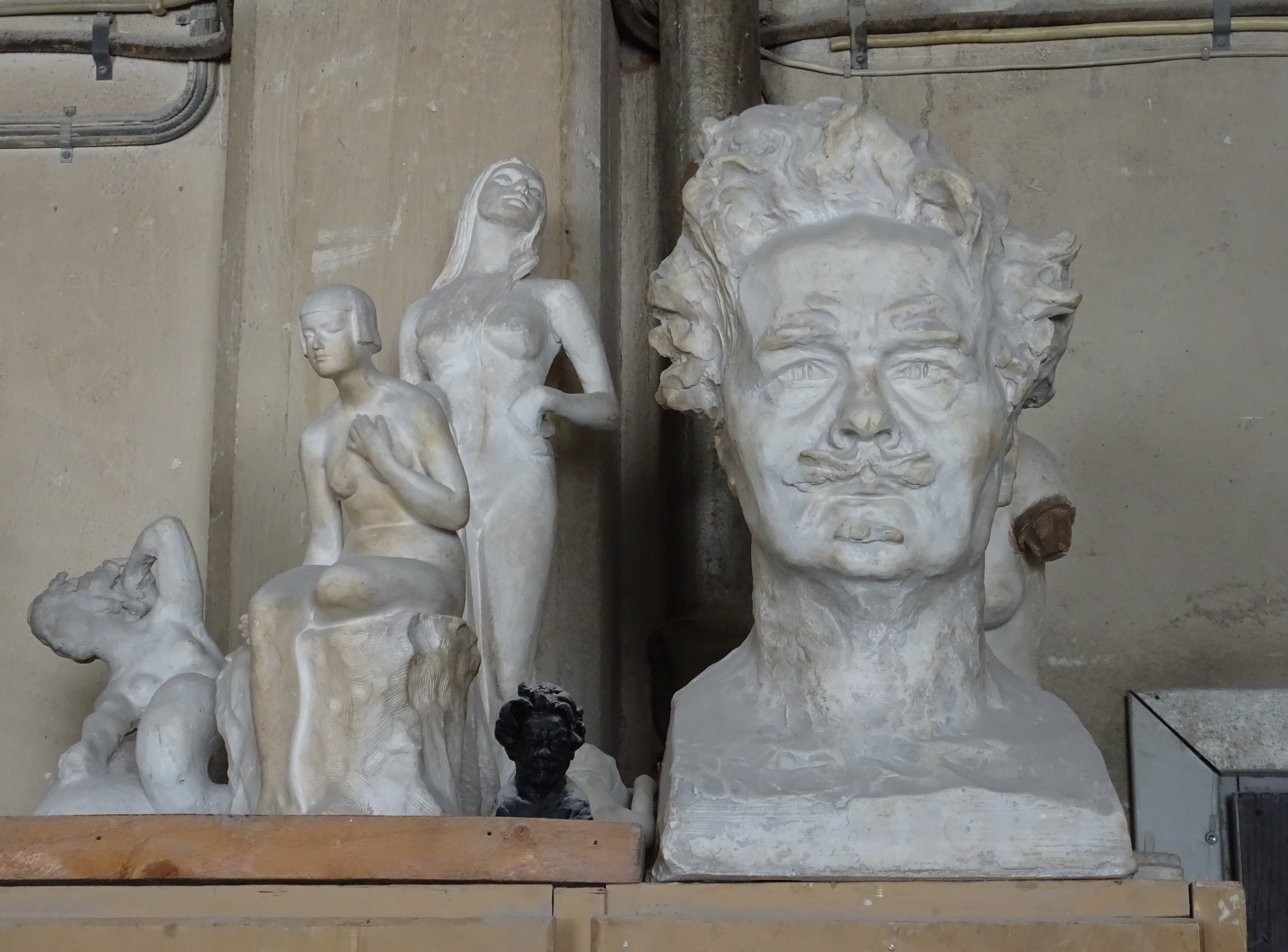
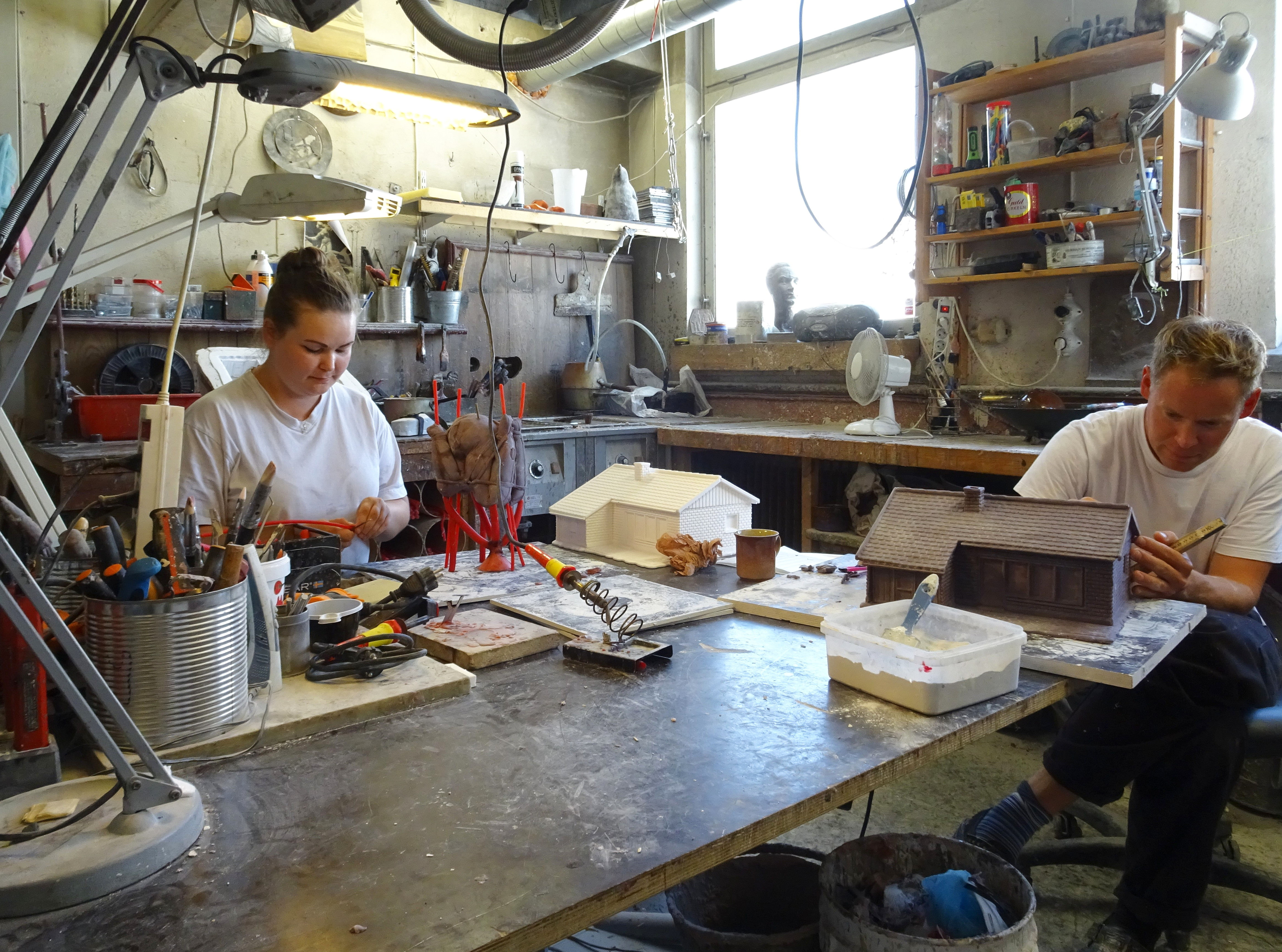
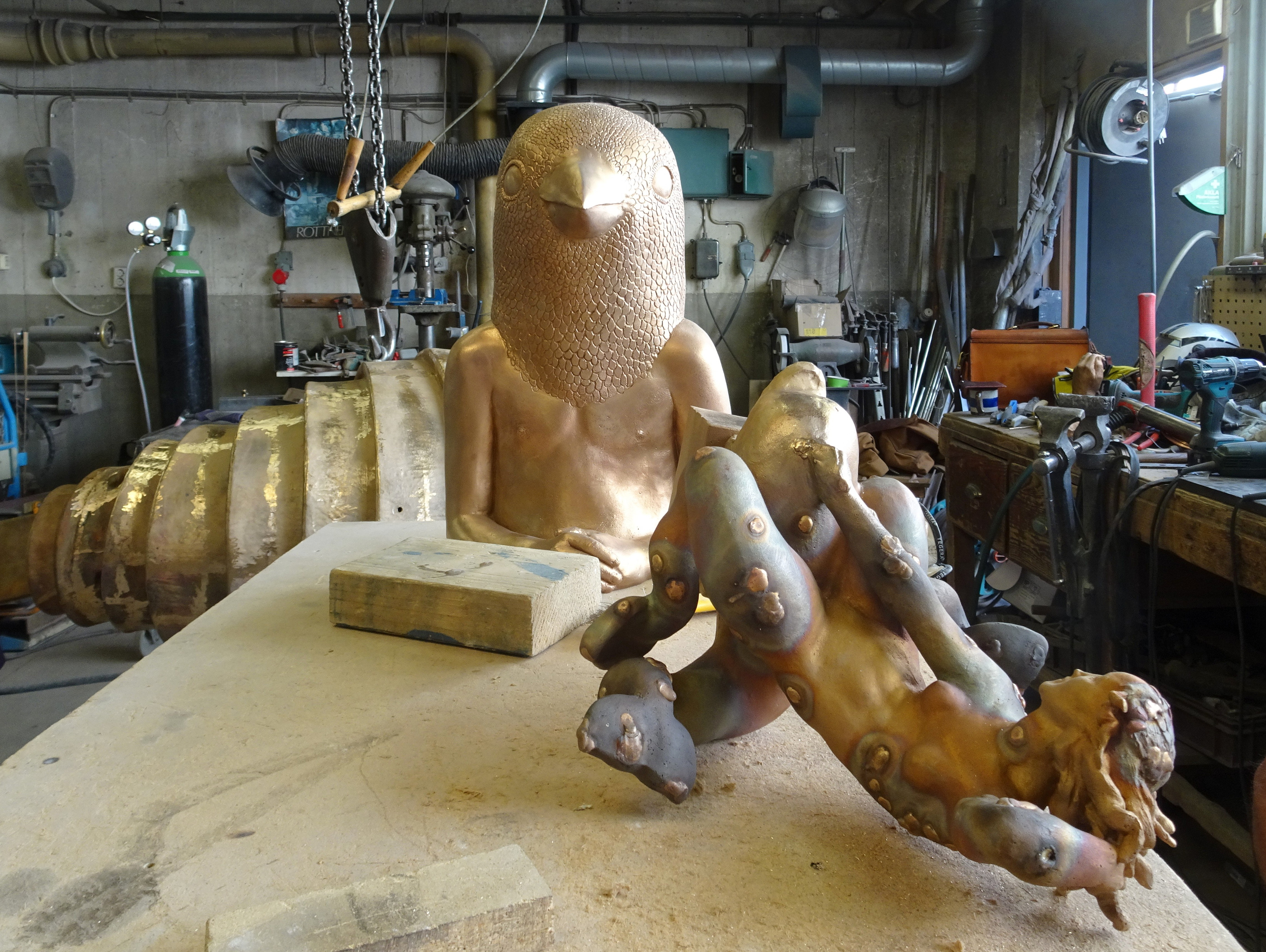
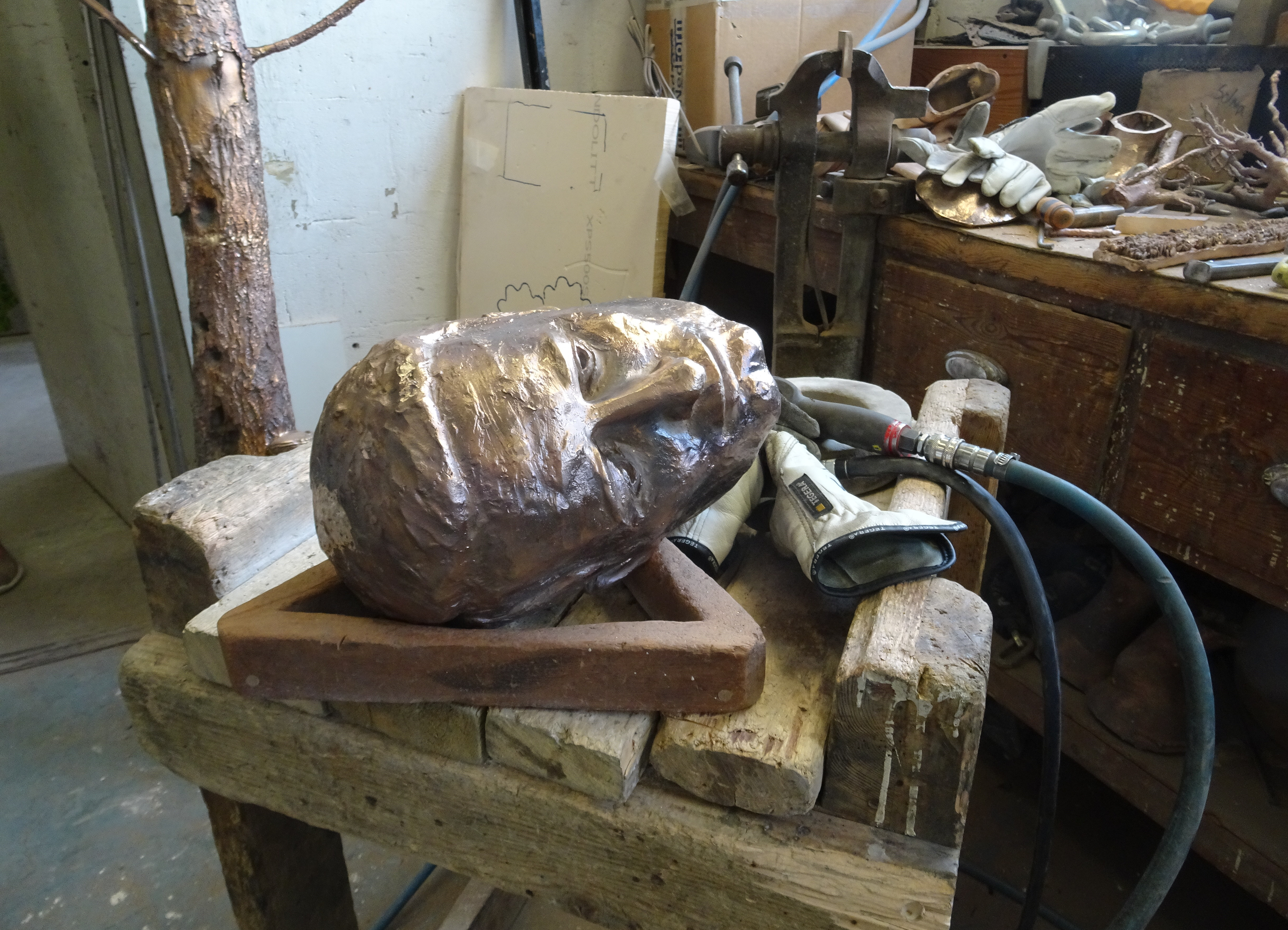

## Kända skulpturer (urval)
- Grodan av Per Hasselberg, 1902 och senare
- Vingarna av Carl Milles, 1910
- Vesslan av Otto Strandman, 1912
- Tjusningen av Per Hasselberg, 1917, skulpturen dock troligen gjuten i Otto Meyers konstgjuteri.[5]
- Såningskvinnan av Per Hasselberg, 1919, skulpturen dock troligen gjuten i Otto Meyers konstgjuteri.[6]
- Vågens tjusning av Per Hasselberg, 1920
- Venetianska masterna av Bror Chronander, jubileumsflaggstängerna på Gustaf Adolfs torg i Göteborg, 1923
- Europa och tjuren av Carl Milles, 1926
- Norrbrolejonen, 1926
- Brunnskaret till Poseidon med brunnskar av Carl Milles, 1927
- Orfeusgruppen av Carl Milles, 1936
- Strindbergsmonumentet av Carl Eldh i Tegnérlunden i Stockholm, 1942
- Brantingmonumentet av Carl Eldh, Norra Bantorget i Stockholm, 1952
- Den vilande Diana av Jean Goujon, tidigt 1950-tal
- De bysantinska hästarna, 1989[7]
- Gud Fader på Himmelsbågen, vid Nacka strand, av Carl Milles, 1995
- Till en annan värld av Carl Milles, 2008
- Kvinnan i fredsarbetet av Peter Linde, 2016

## Bilder, verk i urval

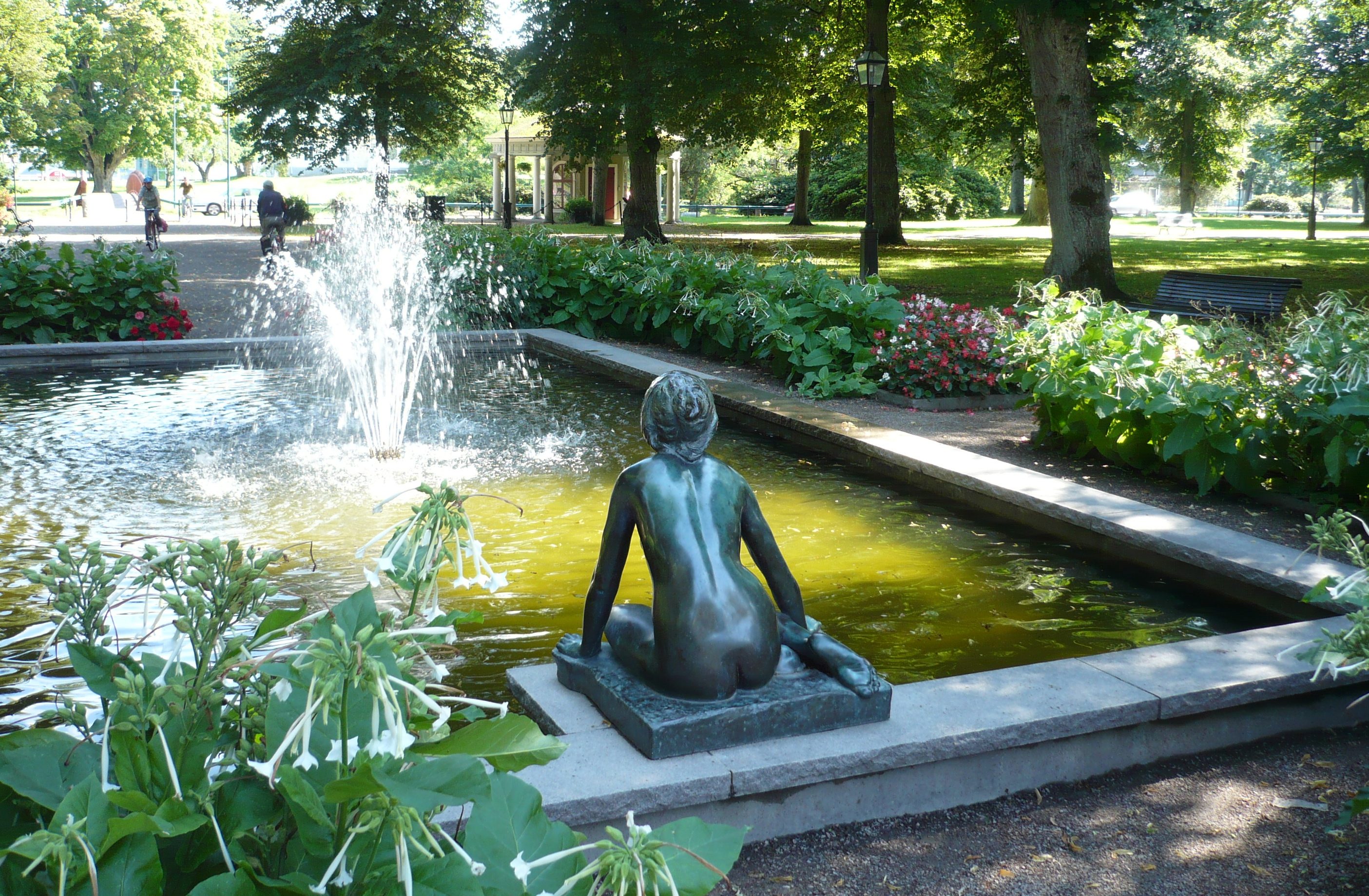
Grodan, i Ronneby brunnspark, gjuten 1902
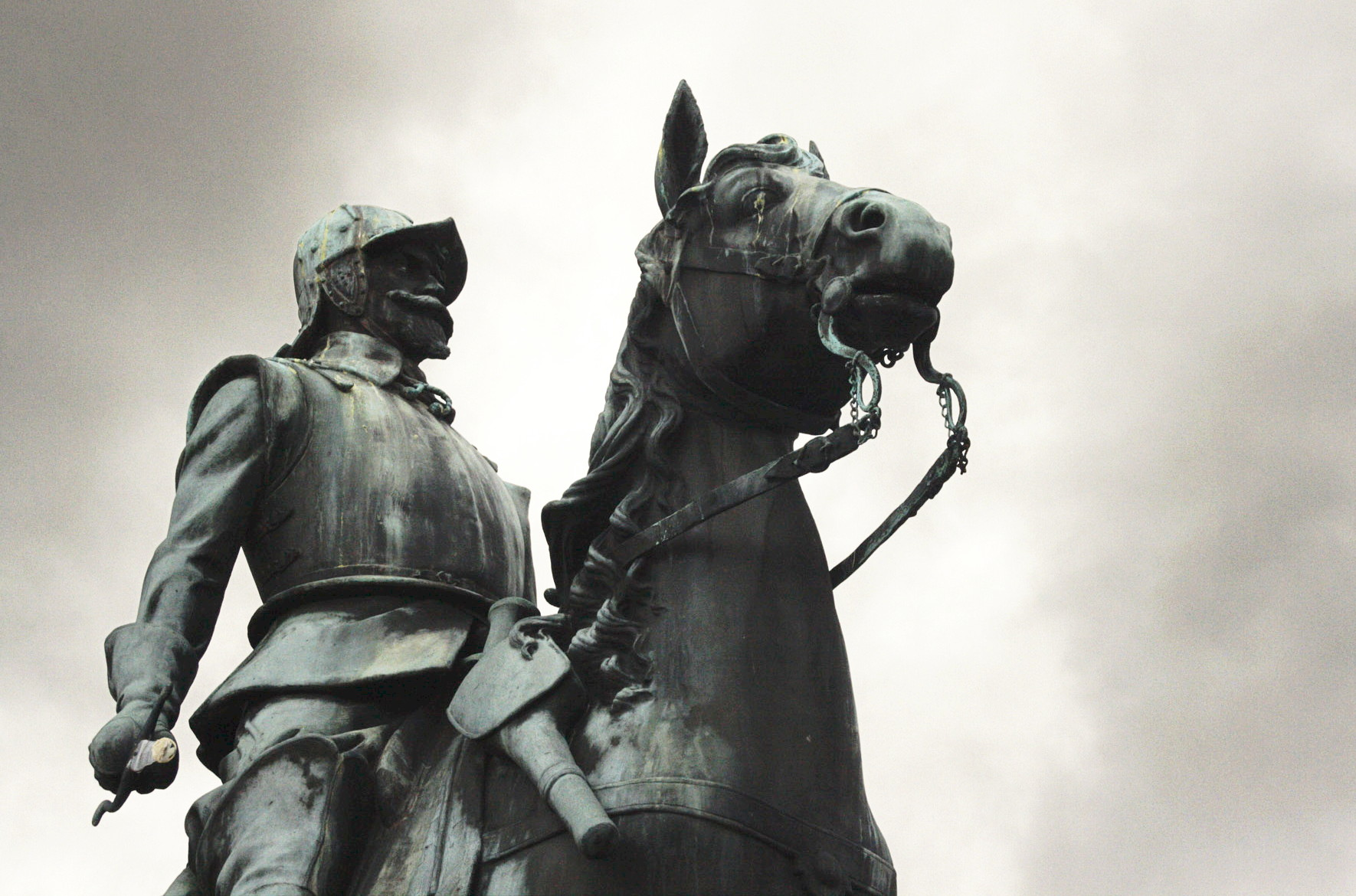
Smålandsryttaren (detalj), Stora torget i Eksjö, gjuten 1929
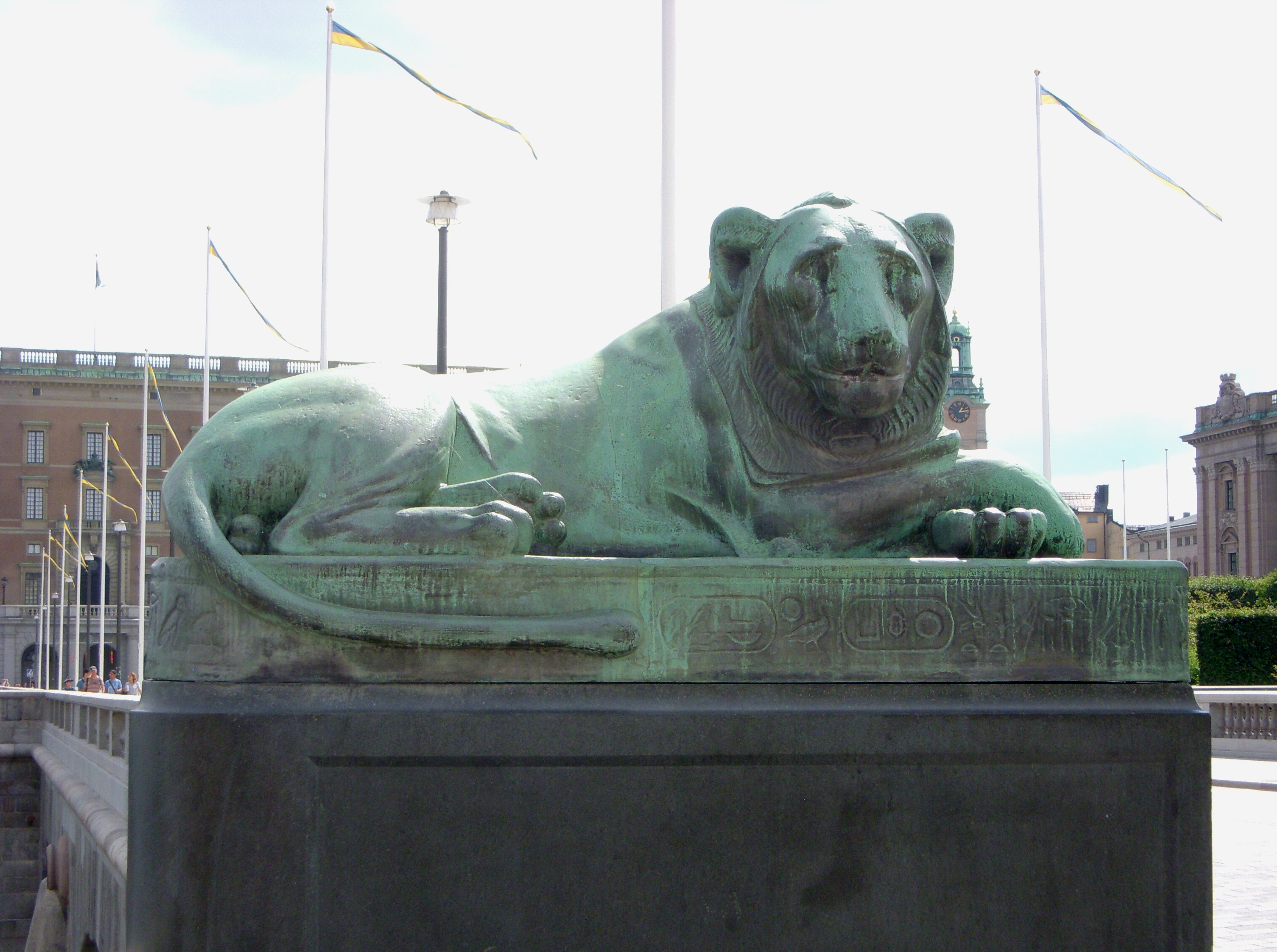
Norrbrolejonen i Stockholm, gjuten 1926
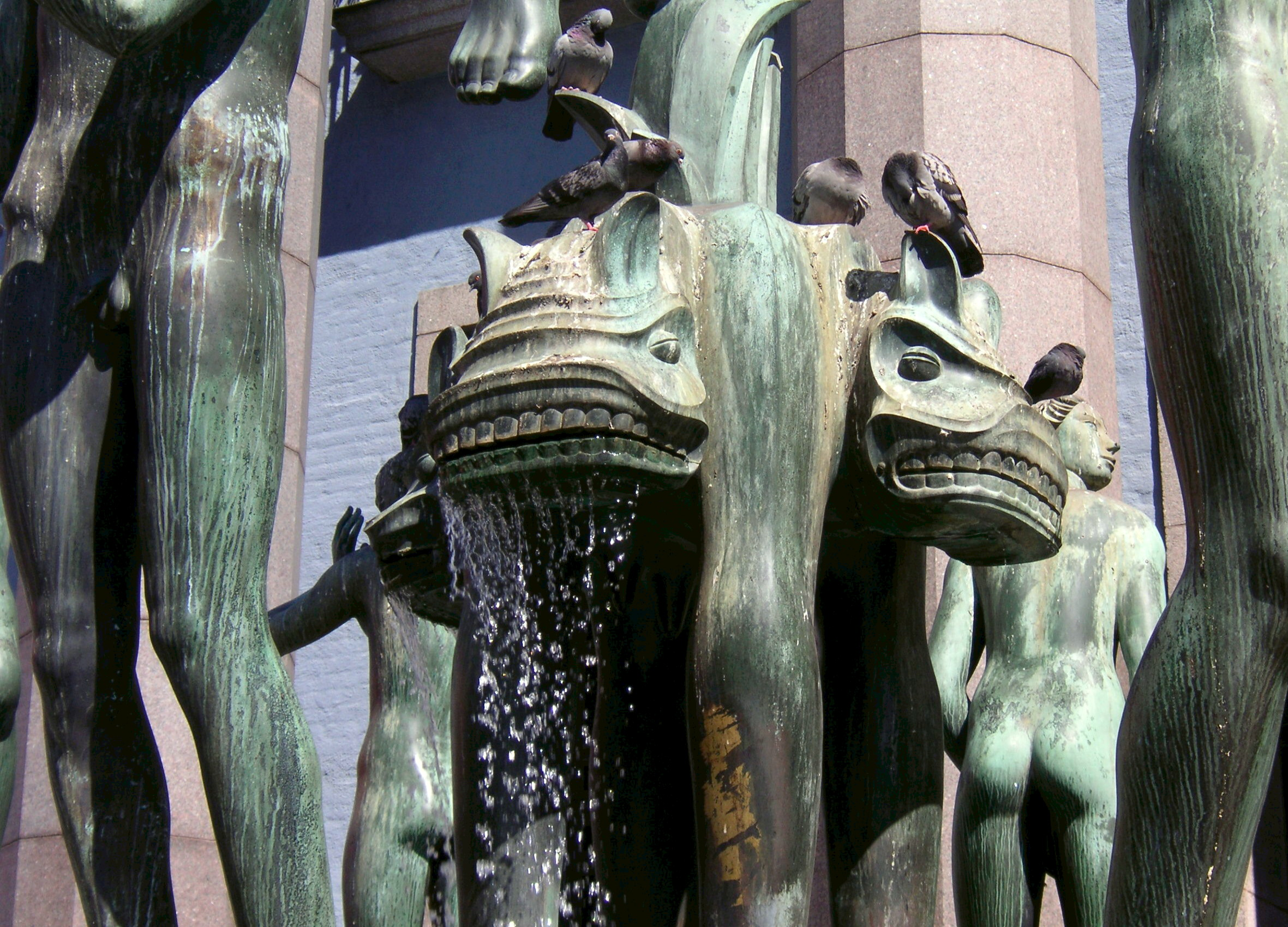
Orfeusgruppen (detalj) i Stockholm, gjuten 1936

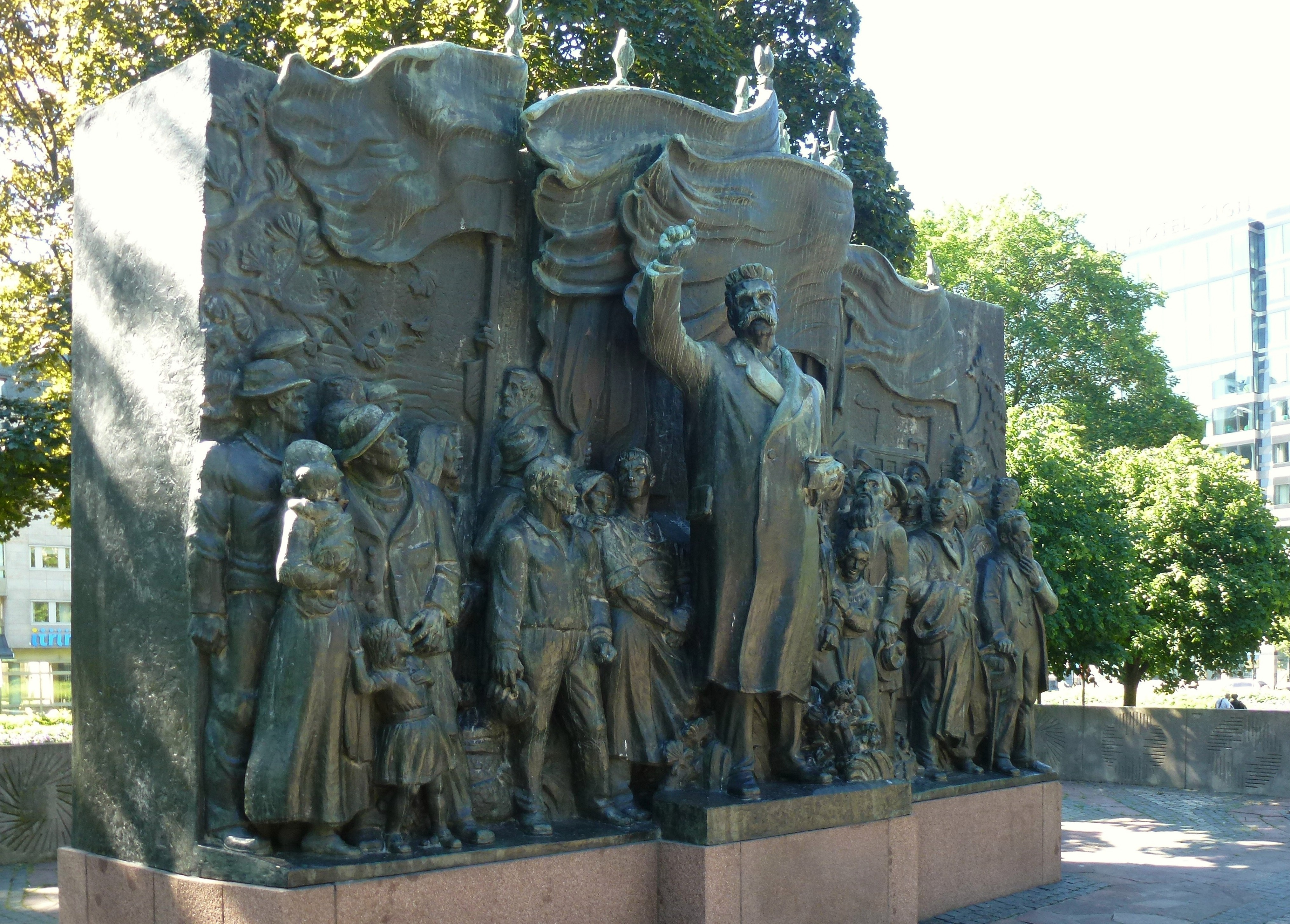
Brantingmonumentet av Carl Eldh, Norra Bantorget i Stockholm, gjutet 1947
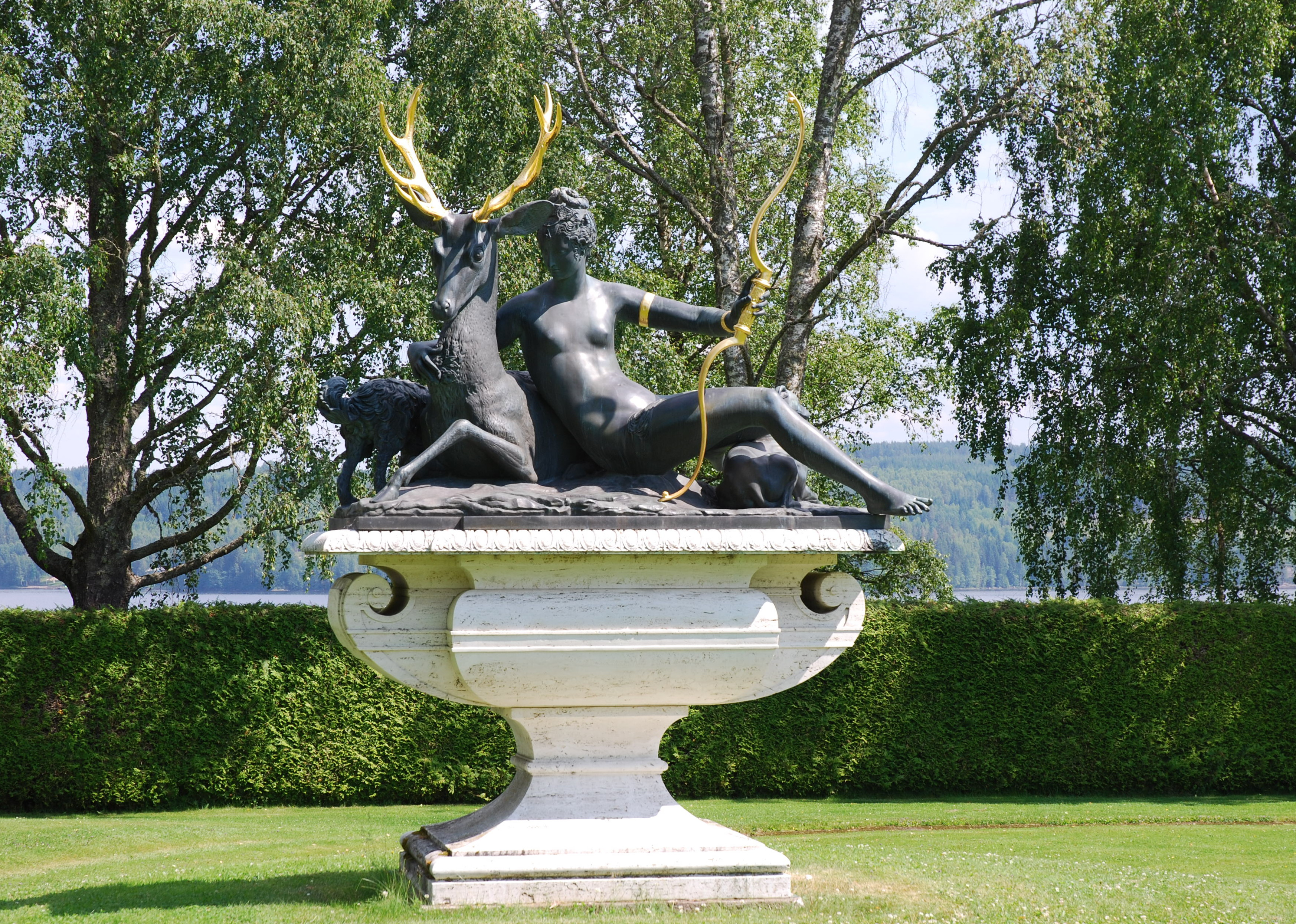
Den vilande Diana av Jean Goujon, Rottneros Park, gjuten tidigt 1950-tal
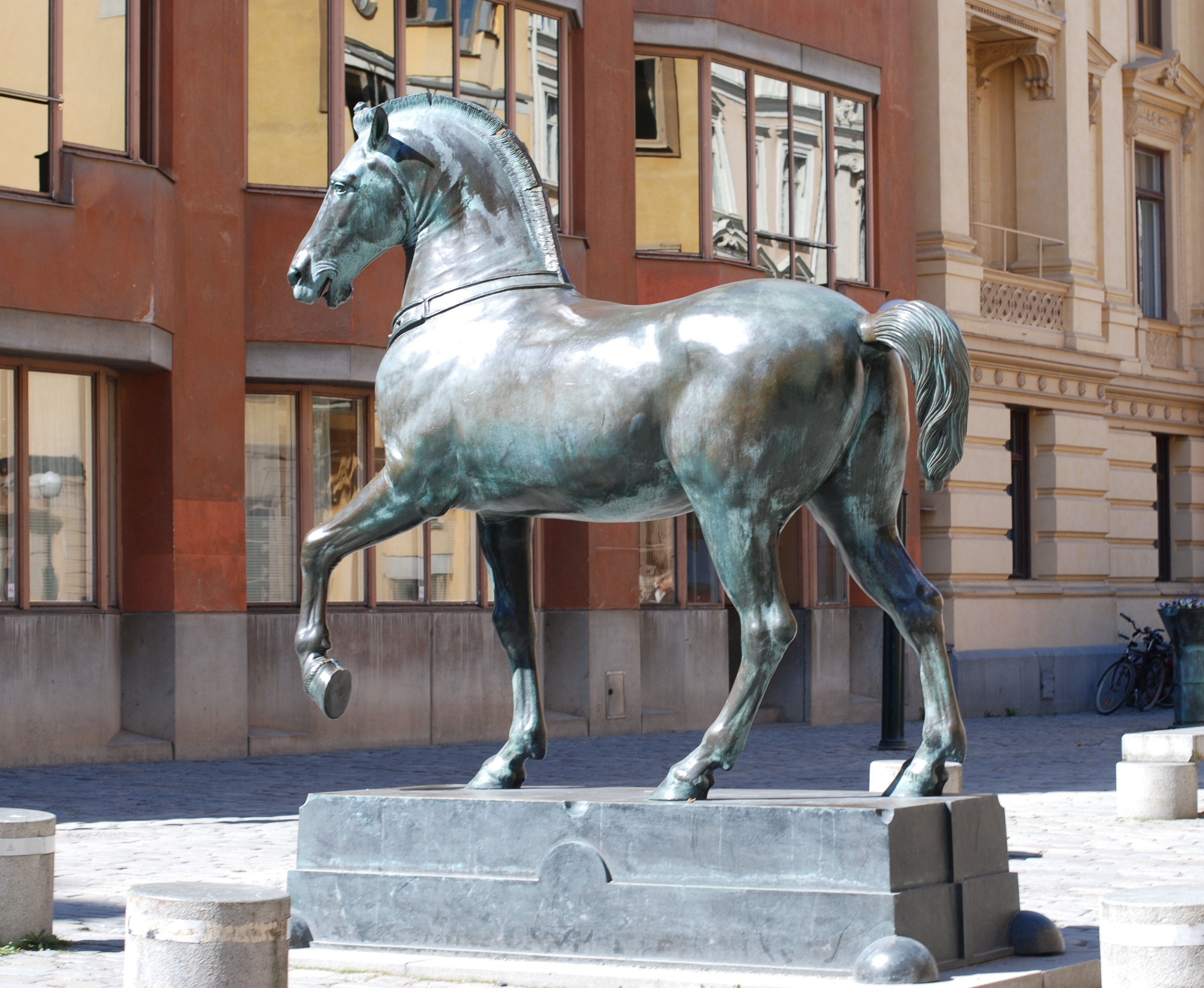
Bysantinsk häst, Blasieholmen i Stockholm, gjuten 1989
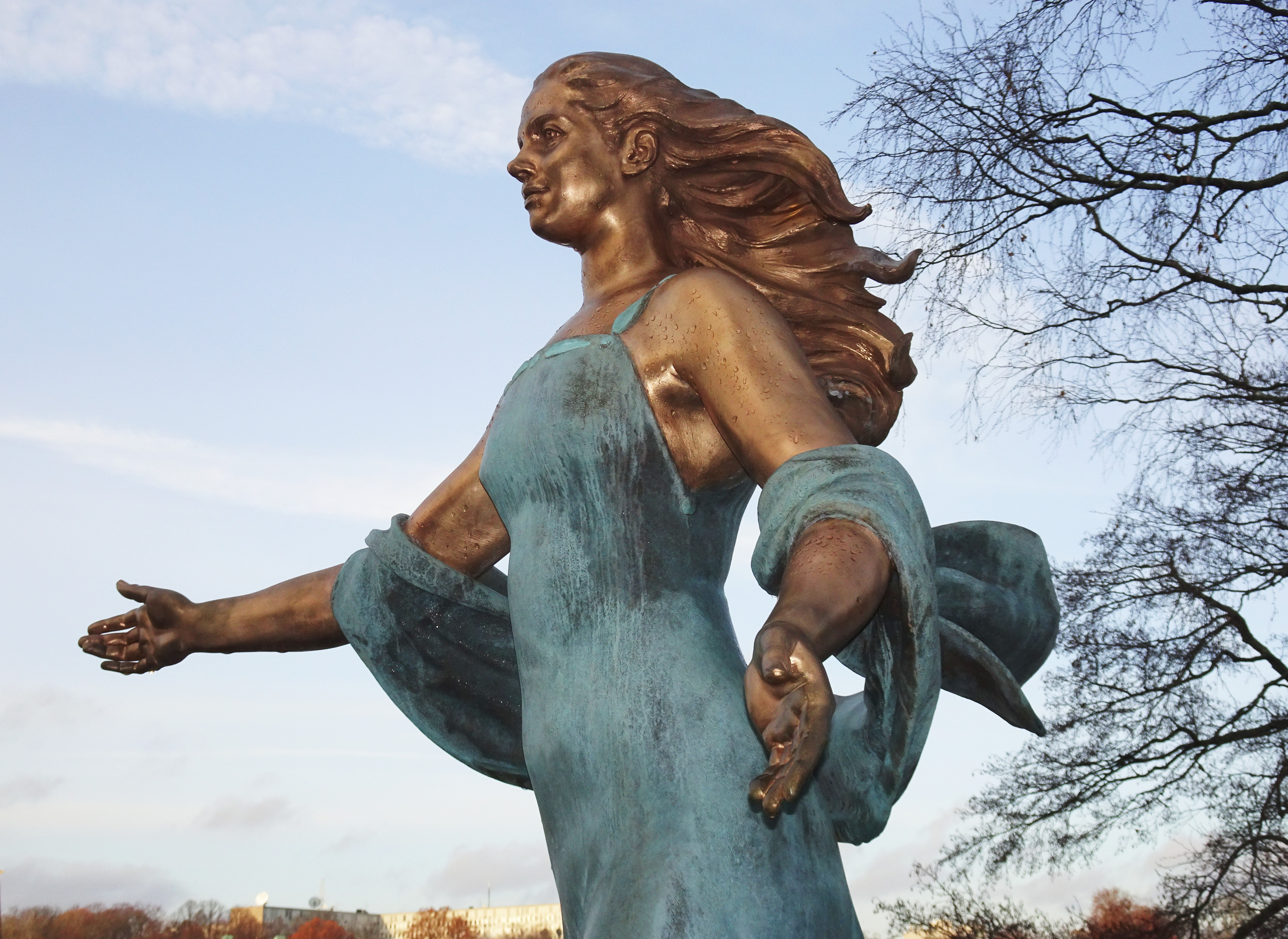
Kvinnan i fredsarbetet (detalj) på Kärleksudden, Södra Djurgården, gjuten 2016